# Lista över offentlig konst i Piteå kommun
Lista över offentlig konst i Piteå kommun är en ofullständig förteckning över utomhusplacerad offentlig konst i Piteå kommun.
| Namn                                | Skulptör                                  | Årtal   | Material                                  | Plats                | Koordinater | Bild |
| ----------------------------------- | ----------------------------------------- | ------- | ----------------------------------------- | -------------------- | ----------- | ---- |
| Expansion                           | Ebba Hedqvist                             | 1975    | koppar på stål                            | utanför Stadshuset   |             |      |
| Nätstickan                          | Toivo Lundmark                            | 1993    | limmat trä                                | Konstparken          |             |      |
| Havet är rikt                       | Maria Alm, 1994                           | 1994    | stål                                      | Konstparken          |             |      |
| Fågel - fisk                        | Thomas Efverström                         | 1995    | natursten, rostfritt stål                 | Konstparken          |             |      |
| Havets vägvisare                    | Eva Hagström                              | 1996    | lackerad plåt                             | Konstparken          |             |      |
| Vågen                               | Mona Hidvegi-Söderlund och Attila Hidvegi | 1997    | betong, glas, metall                      | Konstparken          |             |      |
| Sjökvinnan                          | Dag Wallin                                | 1998    | brons och betong                          | Konstparken          |             |      |
| Vindmobiler                         | Hans Bartos                               | 1999    | stål                                      | Konstparken          |             |      |
| Notdragaren                         | Lars-Lennart Stenberg                     | 2000    | keramik, plåt, vajer och betong           | Konstparken          |             |      |
| Figurer för spel                    | Filip Nilsson                             | 1966    | väggrelief av stål, kopparsvets och smide | på Normalmia         |             |      |
| Långskataskolan                     | Sture Berglund                            | 1997-98 | installation av flaggstång och sten       | Ankarskatan          |             |      |
| Idoghetens mast                     | Sture Berglund                            | 1994    | trä                                       | Ankarskatan          |             |      |
| Dialogen                            | Toivo Lundmark                            | 1998    | björkar                                   | Badhusparken         |             |      |
| Snäckan                             | Maria Alm                                 | 1996    | betong och koppar                         | Norra ringen         |             |      |
| Älvens väg                          | Maria Alm                                 | 1997    | installation av trä och metall            | Norra ringen         |             |      |
| Musik och glädje                    | Toivo Lundmark                            | 1998    | aluminiumplåt                             | Timmerleden          |             |      |
| Bland fåglar                        | Ernst Billgren                            | 1994    | mosaik                                    | Källbo servicehus    |             |      |
| byst över Christopher Jacob Boström | Gösta Almgren                             | 1935    | brons                                     | Uddmansgatan         |             |      |
| Sjösättningen                       | Ebba Hedqvist                             | 1962    | brons                                     | Uddmansgatan         |             |      |
| byst över Daniel Solander           | Tora Ceder                                | 1983    | brons                                     | Uddmansgatan         |             |      |
| Gepard                              | Carina Wallert                            | 1992    | patinerad brons                           | Kvarteret Leoparden  |             |      |
| Vindaren                            | Mats Caldeborg                            | 1991    | limmat trä                                | Södra Hamn           |             |      |
| Källan                              | Sture Berglund                            | 1994    | installation av trä, natursten och vatten | Linnéparken i Öjebyn |             |      |
| Flicka på snäcka                    | Arvid Knöppel                             | 1949    | brons                                     | Badhusparken         |             |      |
| Norrsken, fragment ur energitempel  | Torgny Larsson                            | 1992    | rostfritt stål och neonrör                | Kullen i Öjebyn      |             |      |